# Castelo (Lisbonne)
Pour les articles homonymes, voir Castelo.
Castelo est une freguesia du centre-ville de Lisbonne, dans laquelle se trouve le château de Saint-Georges.